# Дискография на „Серебро“
Дискографията на руската дамска поп група „Серебро“ се състои от 3 студийни албума, 1 EP, 24 сингли и 21 музикални клипа.

## Албуми

### Студийни
| Заглавие   | Информация | Сертификати          |
| ---------- | --- | -------------------- |
| ОпиумRoz   | - Издаден: 25 април 2009 г. (Русия) 2 март 2010 г. (по света) - Лейбъл: Monolit Records - Формат: CD, дигитално сваляне                |                      |
| Mama Lover | - Издаден: 26 юни 2012 г. (Русия и света) 19 юни 2012 г. (Италия) - Лейбъл: Monolit Records Sony Music - Формат: CD, дигитално сваляне | * РУСИЯ: 2× Платинен |
| Сила трёх  | - Издаден: 27 май 2016 г. (Русия и света) - Лейбъл: Monolit Records - Формат: дигитално сваляне                                        |                      |

### EP
| Заглавие  | Информация                                                                               | Сертификати |
| --------- | ---------------------------------------------------------------------------------------- | ----------- |
| Избранное | - Издаден: 2 март 2010 г. - Лейбъл: Monolit Records Symbolic - Формат: дигитално сваляне |             |

## Сингли
| Заглавие                             | Година | Най-висока позиция | Най-висока позиция | Най-висока позиция | Най-висока позиция | Най-висока позиция | Най-висока позиция | Най-висока позиция | Най-висока позиция | Най-висока позиция | Най-висока позиция | Най-висока позиция | Най-висока позиция | Най-висока позиция | Най-висока позиция | Най-висока позиция | Най-висока позиция | Най-висока позиция | Най-висока позиция |
| Заглавие                             | Година | Tophit             | МСК                | СПб                | УКР                | Киев               | Избор на зрителя   | Годишно            | РУС                | ШВЦ                | ШВЕ                | ИСП                | ЧЕХ                | БЕЛ (Фл)           | ИТА                | ОК                 | ДАН                | МЕК                | ЕС                 |
| ------------------------------------ | ------ | ------------------ | ------------------ | ------------------ | ------------------ | ------------------ | ------------------ | ------------------ | ------------------ | ------------------ | ------------------ | ------------------ | ------------------ | ------------------ | ------------------ | ------------------ | ------------------ | ------------------ | ------------------ |
| „Song # 1/Песня № 1“                 | 2007   | 1                  | 1                  | —                  | —                  | —                  | 1                  | 10                 | —                  | 68                 | 35                 | —                  | —                  | —                  | —                  | 97                 | 72                 | —                  | —                  |
| „Дыши“                               | 2007   | 2                  | 1                  | —                  | —                  | —                  | 1                  | —                  | —                  | —                  | —                  | —                  | —                  | —                  | —                  | —                  | —                  | —                  | —                  |
| „Опиум“                              | 2008   | 1                  | 2                  | 2                  | —                  | 4                  | 1                  | 22                 | —                  | —                  | —                  | —                  | —                  | —                  | —                  | —                  | —                  | —                  | —                  |
| „Скажи, не молчи“                    | 2008   | 1                  | 1                  | 1                  | —                  | 3                  | 1                  | 192                | —                  | —                  | —                  | —                  | —                  | —                  | —                  | —                  | —                  | —                  | —                  |
| „Like Mary Warner/Сладко“            | 2009   | 1                  | 1                  | 3                  | —                  | 7                  | 1                  | 33                 | —                  | —                  | —                  | —                  | —                  | —                  | —                  | —                  | —                  | —                  | —                  |
| „Sexing You/Не время“                | 2010   | 6                  | 12                 | 17                 | —                  | 17                 | 3                  | —                  | —                  | —                  | —                  | —                  | —                  | —                  | —                  | —                  | —                  | —                  | —                  |
| „Angel Kiss/Давай держаться за руки“ | 2010   | 3                  | 10                 | 17                 | —                  | 17                 | 1                  | 177                | —                  | —                  | —                  | —                  | —                  | —                  | —                  | —                  | —                  | —                  | —                  |
| „Mama Lover/Мама Люба“               | 2011   | 8                  | 20                 | 15                 | 6                  | 10                 | 1                  | 87                 | 1                  | —                  | —                  | 8                  | 58                 | 6                  | 6                  | —                  | —                  | 19                 | 125                |
| „Gun/Мальчик“                        | 2012   | 124                | —                  | —                  | 45                 | 48                 | 21                 | —                  | 10                 | —                  | —                  | —                  | 67                 | —                  | 23                 | —                  | —                  | 47                 | 23                 |
| „Мало тебя“                          | 2013   | 5                  | 18                 | 8                  | 2                  | 1                  | 1                  | 27                 | 6                  | —                  | —                  | —                  | —                  | —                  | —                  | —                  | —                  | —                  | —                  |
| „Mi Mi Mi“                           | 2013   | —                  | —                  | —                  | —                  | —                  | —                  | —                  | —                  | —                  | —                  | —                  | —                  | 23                 | 11                 | —                  | —                  | 43                 | 65                 |
| „Угар“ (с участието на DJ M.E.G.)    | 2013   | 144                | —                  | —                  | 85                 | —                  | 41                 | —                  | —                  | —                  | —                  | —                  | —                  | —                  | —                  | —                  | —                  | —                  | —                  |
| „Я тебя не отдам“                    | 2014   | 1                  | 4                  | 2                  | 3                  | 2                  | 1                  | 7                  | —                  | —                  | —                  | —                  | —                  | —                  | —                  | —                  | —                  | —                  | —                  |
| „Не надо больнее“                    | 2014   | 81                 | 168                | 81                 | 77                 | 27                 | 1                  | —                  | —                  | —                  | —                  | —                  | —                  | —                  | —                  | —                  | —                  | —                  | —                  |
| „Kiss“                               | 2015   | 13                 | 25                 | 13                 | 104                | 69                 | 10                 | 108                | —                  | —                  | —                  | —                  | —                  | —                  | 14                 | —                  | —                  | —                  | —                  |
| „Перепутала“                         | 2015   | 18                 | 35                 | 40                 | 17                 | 27                 | 1                  | 75                 | —                  | —                  | —                  | —                  | —                  | —                  | —                  | —                  | —                  | —                  | —                  |
| „Отпусти меня“                       | 2015   | 51                 | 60                 | 46                 | 45                 | 25                 | 9                  | —                  | —                  | —                  | —                  | —                  | —                  | —                  | —                  | —                  | —                  | —                  | —                  |
| „Chocolate“                          | 2016   | 129                | —                  | —                  | 140                | 68                 | 19                 | —                  | —                  | —                  | —                  | —                  | —                  | —                  | —                  | —                  | —                  | —                  | —                  |
| „Сломана“                            | 2016   | 15                 | 21                 | 20                 | 35                 | 80                 | 14                 | —                  | —                  | —                  | —                  | —                  | —                  | —                  | —                  | —                  | —                  | —                  | —                  |
| „My Money“                           | 2017   | —                  | —                  | —                  | —                  | —                  | —                  | —                  | —                  | —                  | —                  | —                  | —                  | —                  | 33                 | —                  | —                  | —                  | —                  |

### Видеоклипове
| Година | Клип                              | Състав                                             | Режисьор                      |
| ------ | --------------------------------- | -------------------------------------------------- | ----------------------------- |
| 2007   | „Song #1“ / „Песня #1„            | Елена Темникова, Олга Серябкина, Марина Лизоркина  | Максим Фадеев & Максим Рожков |
| 2007   | „Дыши“                            | Елена Темникова, Олга Серябкина, Марина Лизоркина  | Максим Фадеев & Максим Рожков |
| 2008   | „Опиум“                           | Елена Темникова, Олга Серябкина, Марина Лизоркина  | Максим Фадеев                 |
| 2008   | „Скажи, не молчи“                 | Елена Темникова, Олга Серябкина, Марина Лизоркина  | Максим Фадеев                 |
| 2009   | „Сладко“                          | Елена Темникова, Олга Серябкина, Анастасия Карпова | Максим Фадеев                 |
| 2010   | „Не время“                        | Елена Темникова, Олга Серябкина, Анастасия Карпова | Максим Фадеев                 |
| 2011   | „Давай держаться за руки“         | Елена Темникова, Олга Серябкина, Анастасия Карпова | Юрий Курохтин                 |
| 2011   | „Мама Люба“ / „Mama Lover“        | Елена Темникова, Олга Серябкина, Анастасия Карпова | Максим Фадеев                 |
| 2012   | „Мальчик“                         | Елена Темникова, Олга Серябкина, Анастасия Карпова | Максим Фадеев                 |
| 2012   | „Gun“                             | Елена Темникова, Олга Серябкина, Анастасия Карпова | Максим Фадеев                 |
| 2012   | „Angel Kiss“                      | Елена Темникова, Олга Серябкина, Анастасия Карпова | Юрий Курохтин                 |
| 2013   | „Mi Mi Mi“                        | Елена Темникова, Олга Серябкина, Анастасия Карпова | Максим Фадеев                 |
| 2013   | „Мало тебя“                       | Елена Темникова, Олга Серябкина, Анастасия Карпова | Игор Шмелев                   |
| 2013   | „Угар“ (с участието на DJ M.E.G.) | Елена Темникова, Олга Серябкина, Дария Шашина      | Руслан Пелих                  |
| 2014   | „Я тебя не отдам“                 | Елена Темникова, Олга Серябкина, Дария Шашина      | Игор Шмелев                   |
| 2015   | „Kiss“                            | Полина Фаворская, Олга Серябкина, Дария Шашина     | Станислав Морозов             |
| 2015   | „Перепутала“                      | Полина Фаворская, Олга Серябкина, Дария Шашина     | Станислав Морозов             |
| 2016   | „Отпусти меня“                    | Полина Фаворская, Олга Серябкина, Дария Шашина     | Ирма Полъских                 |
| 2016   | „Chocolate“                       | Полина Фаворская, Олга Серябкина, Екатерина Кищук  | Ирма Полъских                 |
| 2016   | „Сломана“                         | Полина Фаворская, Олга Серябкина, Екатерина Кищук  | Ирма Полъских                 |
| 2016   | „My Money“                        | Полина Фаворская, Олга Серябкина, Екатерина Кищук  | Максим Фадеев                 |